# Lužec nad Cidlinou
Lužec nad Cidlinou (en allemand : Luschetz an der Zidlina) est une commune du district de Hradec Králové, dans la région de Hradec Králové, en Tchéquie. Sa population s'élevait à 520 habitants en 2022.

## Géographie
Lužec nad Cidlinou est arrosée par la rivière Cidlina et se trouve à 8 km au nord-nord-ouest de Chlumec nad Cidlinou, à 30 km à l'ouest de Hradec Králové et à 112 km à l'est-nord-est de Prague.
La commune est limitée par Nový Bydžov au nord, par Nepolisy à l'est, par Lišice au sud et par Běrunice à l'ouest.

## Histoire
La première mention écrite de la localité date de 1325.

## Galerie

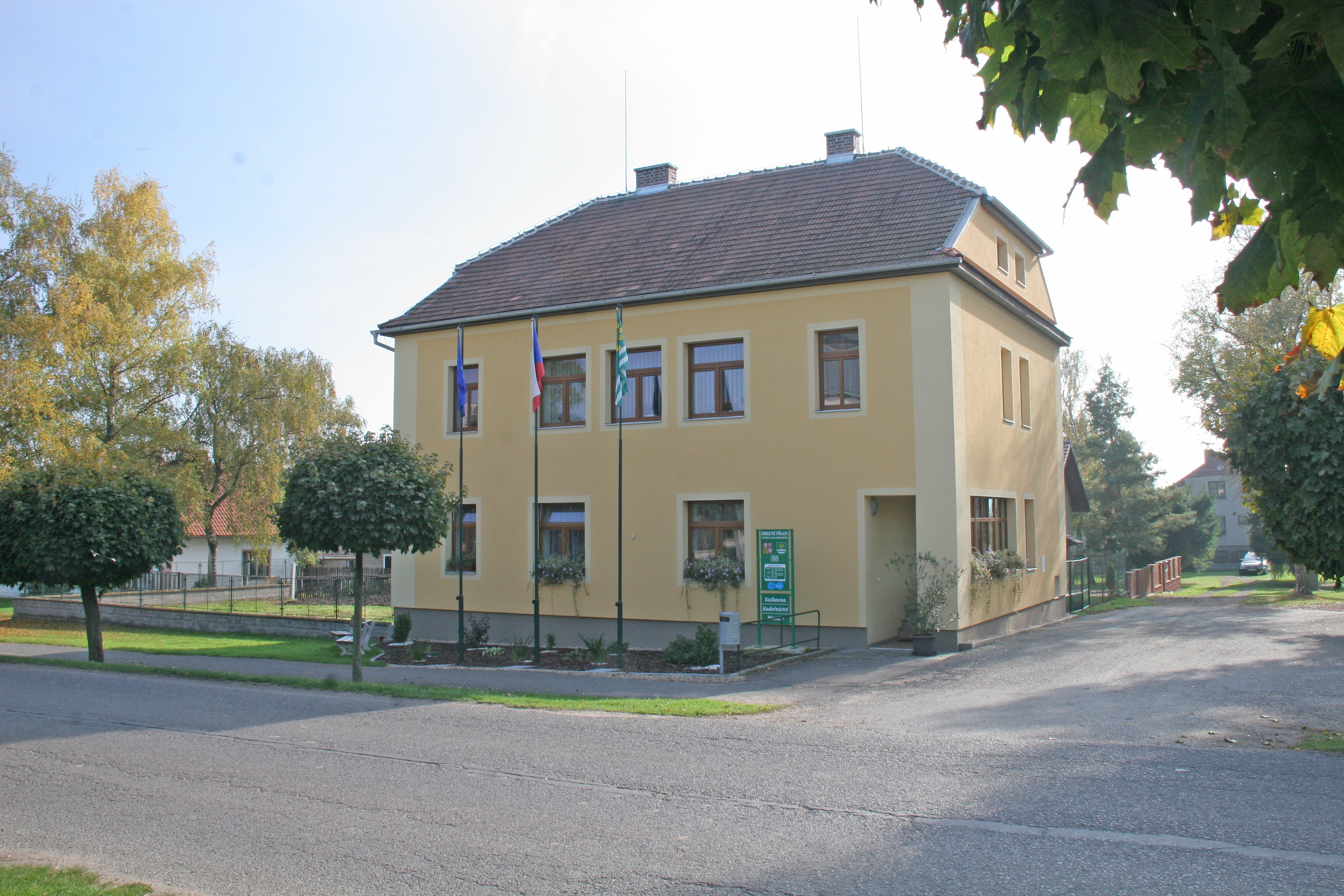
Lužec nad Cidlinou : la mairie.
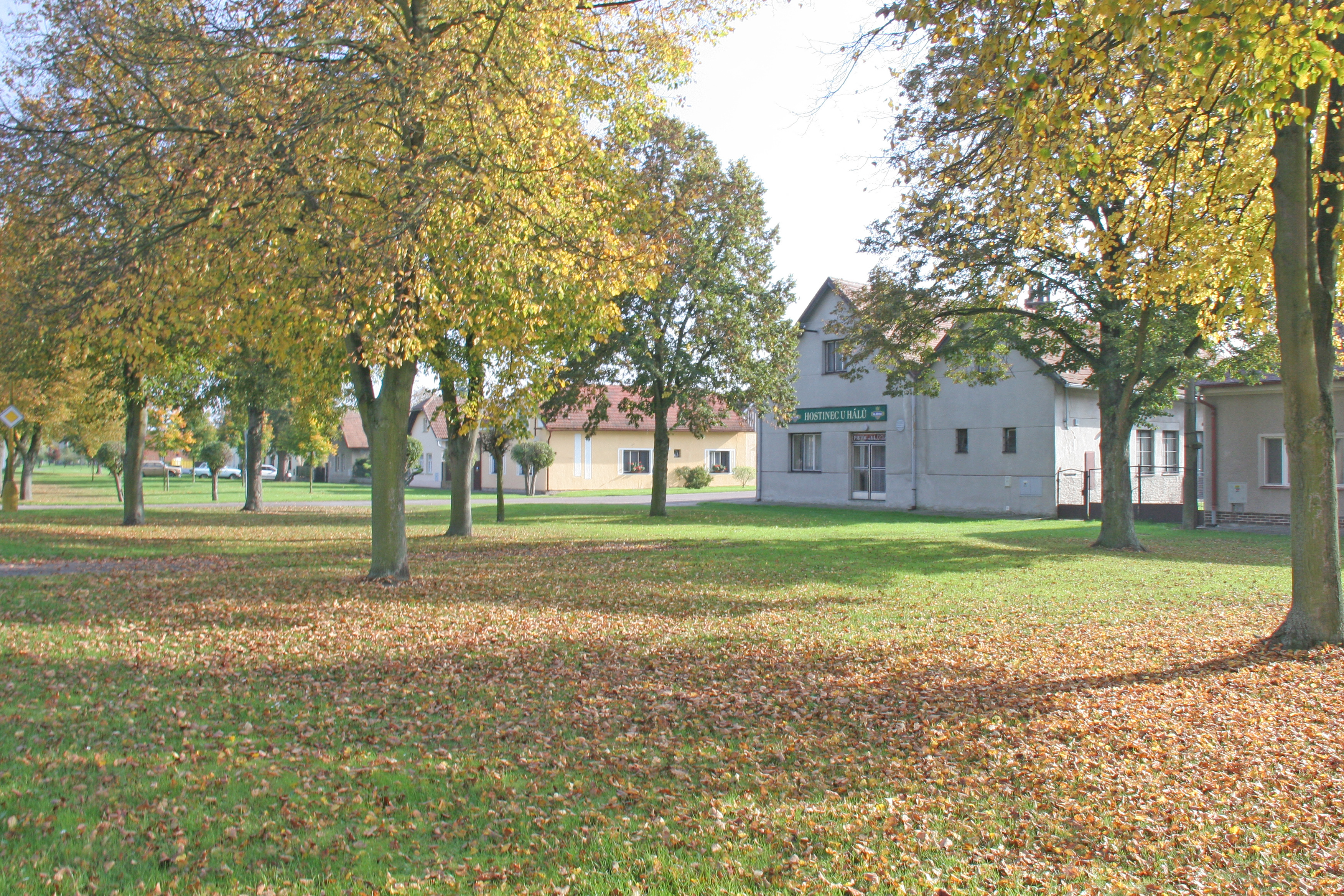
Centre du village.

## Transports
Par la route, Lužec nad Cidlinou se trouve à 7,7 km de Nový Bydžov, à 9,3 km de Chlumec nad Cidlinou, à 38 km de Hradec Králové et à 88 km de Prague. 